# Lamivudina
Lamivudina (2,3'-dideossi-3'-tiacitidina, comunemente chiamata 3TC) è un inibitore nucleosidico della trascrittasi inversa (NRTI). Il farmaco viene utilizzato per il trattamento della infezione sostenuta dal virus dell'Immunodeficienza Umana (HIV). È stata utilizzata anche per il trattamento dell'epatite cronica da virus B (epatite B) ad una dose inferiore a quella utilizzata per il trattamento dell'infezione da HIV.
Nell'epatite da HBV lamivudina migliora la sieroconversione dell'antigene non corpuscolato del core virale (HBeAg) ed ottimizza anche gli aspetti delle sezioni istologiche del fegato.
L'uso a lungo termine di lamivudina porta alla nascita di un virus dell'epatite B mutante (YMDD - mutazione del motivo tirosina-metionina-aspartato-aspartato nel dominio C del gene della DNA polimerasi di HBV). Nonostante questo, lamivudina è ancora molto usata.
In molti paesi lamivudina viene commercializzata in un'associazione a dose fissa con un altro analogo nucleosidico, abacavir, in compresse contenenti 600 mg di abacavir (come solfato) e 300 mg di lamivudina. Alcuni studi clinici sostengono l'efficacia di questa associazione

## Storia
Il composto racemico BCH-189 (di cui l'enantiomero negativo, (-)-enantiomero, è conosciuto come lamivudina) è stato inventato dal Dr. Bernard Belleau presso la McGill University e dal dottor Paul Nguyen Ba nei laboratori della IAF Biochem International, Inc. con sede a Montreal nell'anno 1988. L'enantiomero negativo fu isolato nel 1989. Entrambi gli enantiomeri sono attivi contro la replicazione di HIV, tipo 1 e 2, ma l'enantiomero (-) è decisamente meno tossico.
Lamivudina è stata approvata dalla Food and Drug Administration (FDA) il 17 novembre 1995 per l'utilizzo in associazione a zidovudina (AZT) e di nuovo nel 2002, come terapia in monosomministrazione. Il brevetto per il farmaco è scaduto negli Stati Uniti nel 2010 ed in Europa nel 2011.

## Farmacodinamica
Lamivudina è un analogo dei nucleosidi, in particolare della citidina, ed è metabolizzata all'interno delle cellule nella forma attiva, lamivudina 5'-trifosfato. Il farmaco interrompe la catena nucleotidica durante la trascrizione inversa del virus, mostrando attività inibitoria sia verso la replicazione di HIV-1 che di HIV-2 oltre che di HBV.
Il metabolita attivo oltre a competere per incorporazione nel DNA virale, sembra essere in grado di agire come terminatore nella sintesi della catena del DNA. Quest'ultima azione sembra dipendere dalla mancanza di un gruppo 3'-OH nell'analogo nucleosidico incorporato, il che impedisce la formazione di un legame fosfodiesterico 5'-3' essenziale per allungamento della catena del DNA. La crescita del DNA virale viene perciò terminata.
Sfortunatamente alcuni virus HIV-1 sviluppano resistenza alla lamivudina, sviluppando una modifica dell'aminoacido in posizione 184 in prossimità del sito attivo della trascrittasi inversa virale (RT). I virus con mutazione M184V si caratterizzano per una sensibilità alla lamivudina decisamente ridotta. Ciò nonostante sembra che il trattamento possa mantenere una residua attività anti-retrovirale.
In questo caso tuttavia è sempre meglio avviare una nuova terapia con altro farmaco antiretrovirale nucleosidico inibitore della trascrittasi inversa (NRTI) al quale il virus risulti sensibile, piuttosto che proseguire la terapia di mantenimento con lamivudina.

## Farmacocinetica
Dopo somministrazione orale lamivudina è ben assorbita nel tratto gastrointestinale. La biodisponibilità del farmaco nel soggetto adulto è in genere tra l'80% e l'85%. La concentrazione plasmatica massima (Cmax) viene raggiunta con un tempo di picco (Tmax) medio di circa 1 ora. L'emivita di eliminazione si aggira tra le 5-7 ore. Il legame con le principali proteine plasmatiche è decisamente ridotto, tra il 16% ed il 36%, in particolare con l'albumina sierica. Alcuni studi sembrano suggerire che lamivudina oltrepassi la barriera emato-encefalica penetrando nel sistema nervoso centrale e raggiungendo il liquido cerebrospinale.
Lamivudina viene escreta principalmente in forma immodificata, per via renale. Lamivudina ha una bassa probabilità di interazioni metaboliche con altri medicinali, dato che il metabolismo epatico del farmaco è estremamente limitato (non superiore al 10%) ed in considerazione del suo ridotto legame con le proteine plasmatiche. La farmacocinetica della lamivudina nei bambini è analoga a quella negli adulti.
Gli studi effettuati in pazienti con insufficienza renale hanno evidenziato che l'eliminazione di lamivudina è influenzata dalla alterata funzionalità renale. Quando la clearance della creatinina è inferiore ai 50 ml/min è necessario procedere ad un aggiustamento della posologia.
Quando lamivudina viene somministrata in associazione con zidovudina, si determina un notevole sinergismo con un deciso aumento nella esposizione alla zidovudina. La terapia di associazione ha dimostrato di ripristinare la sensibilità alla zidovudina in virus HIV che in precedenza avevano sviluppato resistenza.

## Usi clinici
Lamivudina è indicata come parte integrante delle terapie di associazione antiretrovirale nel trattamento sia di soggetti adulti che bambini affetti dalla infezione da virus dell'immunodeficienza umana (HIV).
Anche se in letteratura medica è stato comprovato un suo possibile utilizzo per l'infezione cronica da HBV, tale utilizzo in Italia deve essere considerato off-label.
In altri paesi (ad esempio gli Stati Uniti d'America) esiste uno specifico prodotto, denominato Epivir-HBV, destinato all'uso nei soggetti con epatite cronica da HBV.

## Controindicazioni
Il farmaco è controindicato nei soggetti con ipersensibilità nota al principio attivo oppure ad uno qualsiasi degli eccipienti.

## Dosi terapeutiche
Negli adulti affetti da HIV e negli adolescenti oltre i 12 anni di età, la dose raccomandata di lamivudina è di 300 mg al giorno. Il dosaggio giornaliero può essere somministrato frazionato in 150 mg due volte al giorno oppure come singola compressa da 300 mg una volta al giorno.
Nei bambini di età compresa fra 3 mesi e 12 anni la dose consigliata è di 4 mg/kg due volte al giorno, fino al raggiungimento di un dosaggio massimo di 300 mg al giorno. Per il rischio di insorgenza di resistenza lamivudina non è raccomandata per l'impiego in monoterapia.
Nel trattamento di adulti affetti da epatite B, la dose è di 100 mg una volta al giorno.

## Resistenza
In HIV, una elevata resistenza al farmaco è associata alla mutazione M184V/I nel gene della trascrittasi inversa, come documentato per la prima volta dal gruppo di Raymond Schinazi presso l'Università di Emory. La società farmaceutica GlaxoSmithKline, titolare del brevetto per lamivudina, ha sostenuto che la mutazione M184V riduce il "fitness virale", poiché è stato constatato che la continuazione del trattamento con lamivudina fa sì che la carica virale rimbalzi verso l'alto, ma ad un livello molto più basso, e che la sospensione del trattamento con lamivudina comporta un incremento maggiore della carica virale, con una rapida perdita dei virus mutanti per M184V. Gli studiosi di GlaxoSmithKline quindi hanno sostenuto che ci può essere beneficio a continuare il trattamento con lamivudina, anche in presenza di un alto livello di resistenza, in quanto il virus resistente è "meno in forma".
Lo studio COLATE ha evidenziato che non esiste invece alcun beneficio nel continuare il trattamento con lamivudina in pazienti che hanno già dimostrato resistenza a questa molecola. In particolare un simile regime di trattamento non sembra fornire maggiori benefici virologici rispetto ad un regime di salvataggio che non includa la lamivudina.